# Hagenskov
Hagenskov är ett gods i Assens kommun på ön Fyn i Danmark. Under medeltiden fanns en borg på platsen och 1251 nämns det  som kronogods. Godset har haft flera ägare och kronprins Fredrik VII bodde här när han var guvernör över Fyn.
Hagenskov var en kunglig förläning som blev till Assens amt 1662.
Fredrik III skänkte 1667 Hagenskov till Niels Ottesen Banner som ändrade godsets namn till Frederiksgave. 1741 brann slottet ned och några år senare övertogs godset av grosshandlare Niels Ryberg. 1776–1776 låter han bygga den nuvarande huvudbyggnaden i nyklassisk stil, som har ritats av arkitekt G. E. Rosenberg.
Godset, som återfick sitt gamla namn  1962, ägs av familjen Schall Holberg. Ägorna uppgår till 290 hektar.